# Грушко, Игорь Олегович
Игорь Олегович Грушко (укр. Ігор Олегович Грушко; род. 19 октября 1952, Курчица) — украинский дипломат. Чрезвычайный и Полномочный Посол Украины.

## Биография
Родился 19 октября 1952 года в селе Курчица Новоград-Волынского района Житомирской области. В 1975 году окончил Киевский государственный университет им. Т. Г. Шевченко, факультет романо-германской филологии, референт-переводчик испанского и английского языков. Владеет иностранными языками: русским, испанским и английским.
В 1975 году — работал военным переводчиком, Республика Куба.
В 1977—1980 годах — старший редактор Гостелерадио УССР.
В 1980—1983 годах — военный переводчик, Республика Куба.
В 1983—1991 годах — редактор, старший редактор Гостелерадио УССР.
В 1991—1994 годах — обозреватель, заведующий отделом газеты Верховной Рады Украины «Голос Украины».
С июля 1994 по апрель 1995 года — первый секретарь Посольства Украины в Российской Федерации.
С апреля 1995 по март 1999 года — советник Посольства Украины в Российской Федерации.
С марта по май 1999 года — исполняющий обязанности начальника Управления информации, руководитель пресс-центра Министерства иностранных дел Украины.
С мая 1999 по апрель 2001 года — начальник пресс-службы, представитель Министерства иностранных дел Украины.
С апреля 2001 по сентябрь 2003 года — советник-посланник Посольства Украины в Аргентинской Республике.
С 18 августа 2003 по 14 июня 2006 года — Чрезвычайный и Полномочный Посол Украины в Республике Перу.
С 25 августа 2004 по 14 июня 2006 года — Чрезвычайный и Полномочный Посол Украины в Республике Колумбия по совместительству.
С 3 апреля по 14 июня 2006 года — Чрезвычайный и Полномочный Посол Украины в Республике Эквадор по совместительству.
С 4 июня 2010 по 24 марта 2012 года — Чрезвычайный и Полномочный Посол Украины в Федеративной Республике Бразилия.

## Дипломатический ранг
- Чрезвычайный и Полномочный Посланник второго класса (19 октября 2004)[7].
- Чрезвычайный и Полномочный Посланник первого класса (29 мая 2006)[8].
- Чрезвычайный и Полномочный Посол (21 декабря 2009)[9].